# Jogos Pan-Americanos de 2027
Os Jogos Pan-Americanos de 2027, oficialmente denominados como XX Jogos Pan-Americanos, serão um evento multi-esportivo a ser realizado de 16 de julho a 1º de agosto, envolvendo as nações do continente americano, cuja organização está a cargo da PanAm Sports. Inicialmente, estava previsto para ser realizado em Barranquilla. Porém, no dia 3 de janeiro de 2024, a cidade perde os direitos de receber a competição por descumprimento de acordos contratuais. Um novo processo de candidatura foi realizado em 12 de março de 2024 com Lima sendo eleita a nova sede desse Pan, se juntando a Cidade do México (1955 e 1975) e Winnipeg (1967 e 1999) como as cidades que receberam o torneio duas vezes, uma vez que a localidade já sediou o evento em 2019, além de ser a primeira vez em que o evento acontece no mesmo lugar em um curto prazo de tempo (oito anos), já que o México recebeu novamente o torneio vinte anos depois e Winnipeg recebeu trinta e dois anos depois.

## Candidaturas

### Primeiro processo de escolha
A abertura das candidaturas e o processo de votação estavam previstos para acontecerem em janeiro de 2021. Porém, por conta da pandemia de COVID-19 e das condições financeiras dos países interessados, no dia 5 de outubro de 2020, após uma reunião virtual, o presidente da Panam Sports, Neven Ilic, decidiu inicialmente adiar o processo de abertura das candidaturas para janeiro de 2022 e a votação para o segundo semestre do mesmo ano. No entanto, a escolha aconteceu cinco meses antes do prazo anunciado anteriormente. Assim como no processo de escolha dos Jogos Olímpicos de Verão de 2032, a definição de sede foi feita através de negociações diretas com a Panam Sports.

#### Candidatura única

Logotipo temporário dos Jogos Pan-Americanos de 2027, que seria realizado em Barranquilla

- Barranquilla: Com o sucesso da realização dos Jogos Centro-Americanos e do Caribe de 2018 na cidade, o prefeito Alejandro Char, anunciou que a cidade estava considerando uma candidatura para os Jogos Pan-Americanos de 2027.[6] Em 24 de julho de 2019, a cidade oficializou a sua candidatura.[7] Em 17 de junho de 2021, através de uma nota escrita pelo Comitê Olímpico Colombiano (COC), é anunciado que até o momento a cidade foi a única que se candidatou para receber os jogos de 2027.[8] Em 27 de agosto de 2021, a cidade é confirmada como próxima sede do Pan em um evento realizado na cidade.[9]

#### Candidaturas que manifestaram interesse
- Buenos Aires: A capital argentina chegou a ser uma das duas candidatas para sediar a edição anterior, mas devido as condições frágeis da economia argentina, em 21 de abril de 2017 a cidade abriu mão da candidatura, aclamando a sua rival Santiago, como sede. Entretanto, o presidente do Comitê Olímpico Argentino, Gerardo Werthein, não descartou a cidade na disputa por esta edição. Buenos Aires já sediou o evento em 1951 e foi uma das subsedes da  edição de 1995, além de sediar mais recentemente os Jogos Sul-Americanos de 2006 e os Jogos Olímpicos de Verão da Juventude de 2018.[10]
- Santa Cruz de la Sierra: Em 2 de maio de 2019, autoridades locais anunciaram que a cidade teria intenções de apresentar uma candidatura para o evento. O projeto foi apresentado ao presidente da PanAm Sports, Neven Ilic.[11][12] Em 27 de julho de 2019, o então presidente da república Evo Morales, junto com representantes do Mercosul e o também então presidente do Peru, Martín Vizcarra anunciou que era "praticamente certo" de que o evento seria realizado no país.Além disso, Morales tinha conseguido o apoio do Chile.[13][14]

#### Candidaturas descartadas
- Cochabamba: O então presidente boliviano, Evo Morales, chegou a anunciar, em 2 de junho de 2018 que a cidade estava considerando a se candidatar para uma edição futura dos Jogos Pan Americanos. A mesma sediou com sucesso os Jogos Sul-Americanos de 2018, o que poderia motivar a probabilidade de interesse em outros eventos desportivos por parte da cidade. Porém, em 28 de julho de 2019, após uma entrevista na cidade de Cochabamba, Morales anunciou que estaria a partir daquele momento apoiando uma eventual candidatura de Santa Cruz de La Sierra para os Jogos, ele também defendeu a ideia de que a cidade poderia ser usada como subsede do evento, caso a proposta boliviana fosse a vencedora.[13][14][15][16]
- Bogotá: Em 31 de julho de 2020, a prefeita da capital colombiana, Claudia López Hernández, enviou uma carta de intenções ao presidente do Comitê Olímpico Colombiano, Baltazar Medina, confirmando que a cidade está interessada em inscrever uma candidatura para o evento. Caso isto se confirmasse, o país teria que realizar um processo interno de escolha. A única vez que o evento foi realizado em solo colombiano foi em 1971, porém o país sediou a primeira edição do Jogos Pan-Americanos Júnior em 2021, na cidade de Santiago de Cali e na região do Valle del Cauca, que também celebrou os 50 anos dos Pan no país.[17] Com a decisão do Comitê Olímpico Colombiano em apoiar a candidatura de Barranquilla (que viria a ser a vencedora), a cidade acabou ficando de fora do pleito.

### Segundo processo de candidatura

#### Candidaturas oficializadas
- Assunção: Assim como São Paulo, a capital paraguaia também despontou como uma possível favorita para receber o Pan de 2027. Assunção nunca sediou uma edição dos Jogos Pan-Americanos, mas foi contemplada sede dos Jogos Pan-Americanos Júnior de 2025, vencendo Santa Marta na eleição. Caso seja escolhida, Assunção usaria a versão juvenil do Pan como uma espécie de evento-teste, além de se tornar a segunda cidade a receber duas versões diferentes dos Jogos Pan-Americanos, depois de Cáli. A cidade recebeu os Jogos Sul-Americanos de 2022, marcando a sua estreia em eventos multiesportivos como organizadora e poderia reaproveitar parte das estruturas.[18] Em 11 de janeiro de 2024, o presidente do Paraguai, Santiago Peña, enviou a carta de intenção à PanAm Sports, oficializando a candidatura da cidade para os Jogos Pan-Americanos de 2027.[19]
- Lima: Apostando no sucesso dos Jogos Pan-Americanos de 2019 e tendo parte da estrutura mantida, o Comitê Olímpico Peruano (COP) planejava apresentar a capital peruana como uma das postulantes para receber o Pan de 2027. O presidente do COP, Renzo Mayari, reconheceu ao periódico local América Deportes que buscaria apoio governamental para garantir o evento multiesportivo mais uma vez na cidade, igualando os feitos da Cidade do México (1955 e 1975) e Winnipeg (1967 e 1999).[20] Lima apresentou uma candidatura para os Jogos Pan-Americanos Júnior de 2025, mas acabou desistindo antes do processo de votação.[21] Em 18 de janeiro de 2024, a presidente do Peru, Dina Boluarte, enviou a carta de intenção à PanAm Sports oficializando a candidatura da capital peruana ao Pan de 2027, como parte das comemorações dos 489 anos da cidade.[22]

#### Candidaturas descartadas
- Guadalajara ou Monterrei: Em uma publicação no X em 4 de janeiro de 2024, o presidente do CODE Jalisco, Fernando Ortega, anunciou que a cidade de Guadalajara poderia receber novamente os Jogos Pan-Americanos, remodelando boa parte da estrutura usada na edição de 2011. Além disso, o chefe de missão da delegação mexicana para os Jogos Olímpicos de Verão de 2024, Bernardo de la Garza, celebrou um interesse de Monterrei em receber o Pan de 2027. Tal cogitação foi celebrada pelo governador de Nuevo León, Samuel García.[23] Monterrei já chegou a apresentar uma candidatura para os Jogos Pan-Americanos Júnior de 2021, mas acabou desistindo posteriormente temendo falta de apoio.[24] O México já possui experiências em eventos multiesportivos por ter recebido em três ocasiões os Jogos Pan-Americanos em 1955, 1975 e 2011, com as duas primeiras através da Cidade do México, os Jogos Olímpicos de Verão de 1968 e as Copas do Mundo de 1970, 1986 e 2026, a última em conjunto com os Estados Unidos e Canadá. Porém, em 16 de janeiro de 2024, a presidente do Comitê Olímpico Mexicano (COM), Ana Guevara, descartou qualquer candidatura mexicana ao Pan de 2027 por falta de recursos.[25]
- São Paulo: Em 19 de outubro de 2023, a megalópole brasileira lançou a sua pré-candidatura para os Jogos Pan-Americanos de 2031, inaugurando a Casa Brasil em Santiago faltando um dia para a cerimônia de abertura do Pan de 2023.[26] Com a indefinição da Colômbia em receber os Jogos Pan-Americanos de 2027, a cidade de São Paulo despontou como uma das cotadas para receber está edição do Pan.[27] A cidade já recebeu a edição de 1963 e possui algumas experiências em eventos esportivos, sendo uma das sedes dos Jogos Sul-Americanos de 2002, recebeu alguns jogos da Copa do Mundo FIFA de 2014, além de ser uma das subsedes dos Jogos Olímpicos de Verão de 2016, recebendo as partidas de futebol e mais recentemente a Copa América de 2019 (recebendo também alguns jogos do torneio em 1949).[28][29][30] Também chegou a ser escolhida como sede dos Jogos Pan-Americanos de 1975, mas abriu mão da oportunidade devido à uma epidemia de meningite.[31] Em 29 de janeiro de 2024, o Secretário de Turismo, Felipe Becari (UNIÃO), anunciou um interesse em antecipar a candidatura de São Paulo para 2027, aproveitando os avanços das obras do Complexo do Pacaembu. Além disso, haveriam conversas com o Comitê Olímpico do Brasil (COB) para oficializar a candidatura, mas que precisaria passar por questões burocráticas.[32] No entanto, em 31 de janeiro, data do prazo final do envio da carta de intenção à PanAm Sports, a candidatura brasileira não confirmou até aquele momento a sua entrada no pleito, descartando o projeto.[33]

#### Resultados do segundo processo de escolha

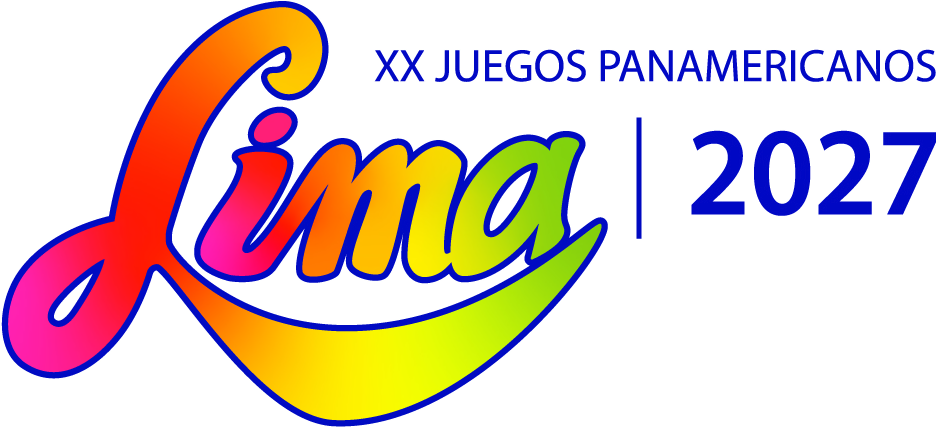
Logotipo da candidatura de Lima para o Pan de 2027

Por determinação do regulamento da PanAm Sports, países como Argentina, Brasil, Canadá, Chile, Colômbia, Cuba, Estados Unidos, México, Porto Rico, República Dominicana e Venezuela terão peso duplo na votação por já terem sido sede dos Jogos Pan-Americanos desde o início, em 1951. No caso do Peru, mesmo que tinha sido sede em 2019, o país tem o voto anulado por disputar o pleito, assim como o Paraguai.
O processo de votação acontece da seguinte maneira:
- As cidades candidatas tem até 40 minutos para apresentarem os seus projetos e planos futuros;[34]
- A ordem de apresentação é determinada por sorteio no dia anterior à votação (11 de março de 2024);[34]
- Após as apresentações, cada candidatura passa pelo processo de sabatina entre membros da PanAm Sports e representantes dos Comitês Olímpicos Nacionais;[34]
- O processo é realizado de maneira virtual, ou seja, via Zoom;[34]
- Após as apresentações e o período de sabatinas, acontecem as votações, que são realizadas secretamente. Logo depois, são feitas as contagens dos votos e a ratificação do resultado final.[34]

| Resultados da votação Reunião extraordinária da PanAm Sports 12 de março de 2024, em Miami (Estados Unidos) |              |
| Cidades candidatas                                                                                          | Rodada única |
| Lima | 28           |
| Assunção | 24           |
| Votos recusados                                                                                             | 3            |
| Abstenções                                                                                                  | 0            |
| Total | 52           |

## Organização

### Barranquilla

#### Locais de competição
Em 5 de setembro de 2022, o Comitê Organizador dos Jogos Pan-Americanos Barranquilla 2027 confirmou a área do Bosque Urbano Miramar como o primeiro cenário da competição. A localidade deve receber o ciclismo de montanha, cujas obras se iniciaram no dia 5 de outubro do mesmo ano. Além disso, a organização pretendia construir um velódromo em Barranquilla para sediar o ciclismo de pista, uma vez que nos Jogos Centro-Americanos e do Caribe de 2018, as competições aconteceram no Velódromo Alcides Nieto Patiño, localizado em Cáli, que também recebeu a patinação artística, o ciclismo de pista e a cerimônia de encerramento dos Jogos Pan-Americanos Júnior de 2021.
De acordo com o gerente de projetos especiais, Daniel Trujillo, a cidade de Barranquilla já possui 13 locais aptos para receber as competições e se necessário, os espaços podem ser ampliados com a construção de dois ou três cenários novos. Além disso, os investimentos na construção de locais de competição seriam bem menores, já que os espaços passariam por um processo de remodelação para atender os padrões pan-americanos, apesar de que boa parte já havia sido construído para os Jogos Centro-Americanos e do Caribe em 2018.

#### Comitê Executivo
Em 7 de novembro de 2023, foi criado o Comitê Executivo dos XX Jogos Pan-Americanos e VIII Jogos Parapan-Americanos Barranquilla 2027, formado pela ministra do esporte, Astrtid Rodríguez, o prefeito Jaime Pumarejo e o presidente do Comitê Olímpico Colombiano (COC), Ciro Solano. Além da Barranquilla, o governo colombiano pretende levar os jogos para outras cidades. Os gastos foram estimados em U$S 399 milhões, que seriam divididos em 60% para o poder executivo nacional e os outros 40% seriam divididos entre a prefeitura de Barranquilla e das subsedes.

### Lima

#### Locais de competição
A ideia é reaproveitar toda a estrutura montada para os Jogos Pan-Americanos de 2019, com alguns pavilhões passando por revitalizações e expansão com novos centros esportivos, atendendo todas as exigências necessárias.
No caso da Villa Deportiva del Callao, a mesma receberia uma Zona de Escalada para o esporte citado e um Parque Aquático, para receber o remo e a canoagem. A área da Costa Verde seria ampliada com a reforma do Estádio de Rubgy 7 em Villa Maria del Triunfo, que passaria a receber o tiro com arco. O Estádio Nacional do Peru deve novamente ficar restrito as cerimônias de inauguração e encerramento do Pan de 2027.

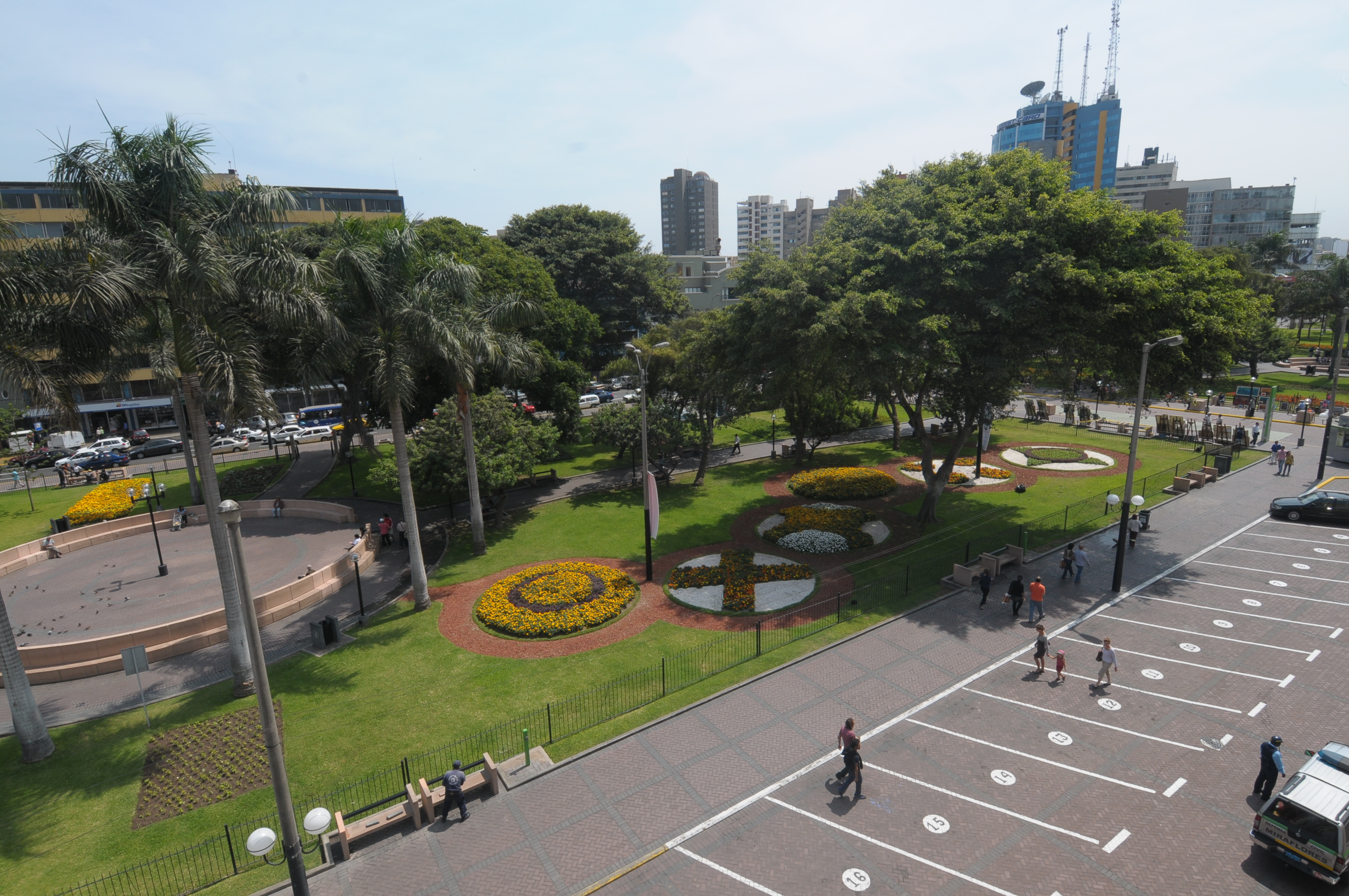
Parque Kennedy

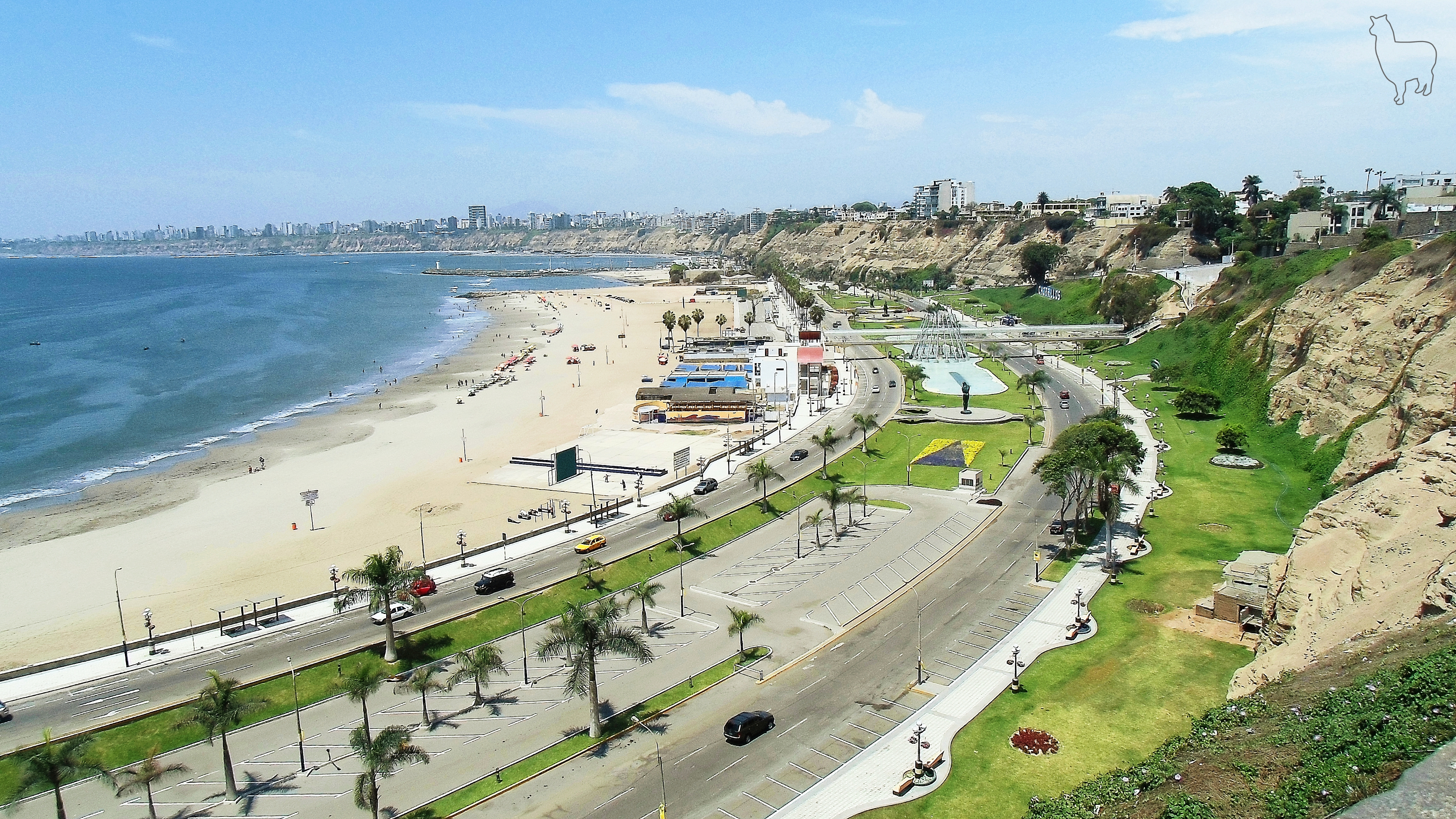
Circuito Costa Verde

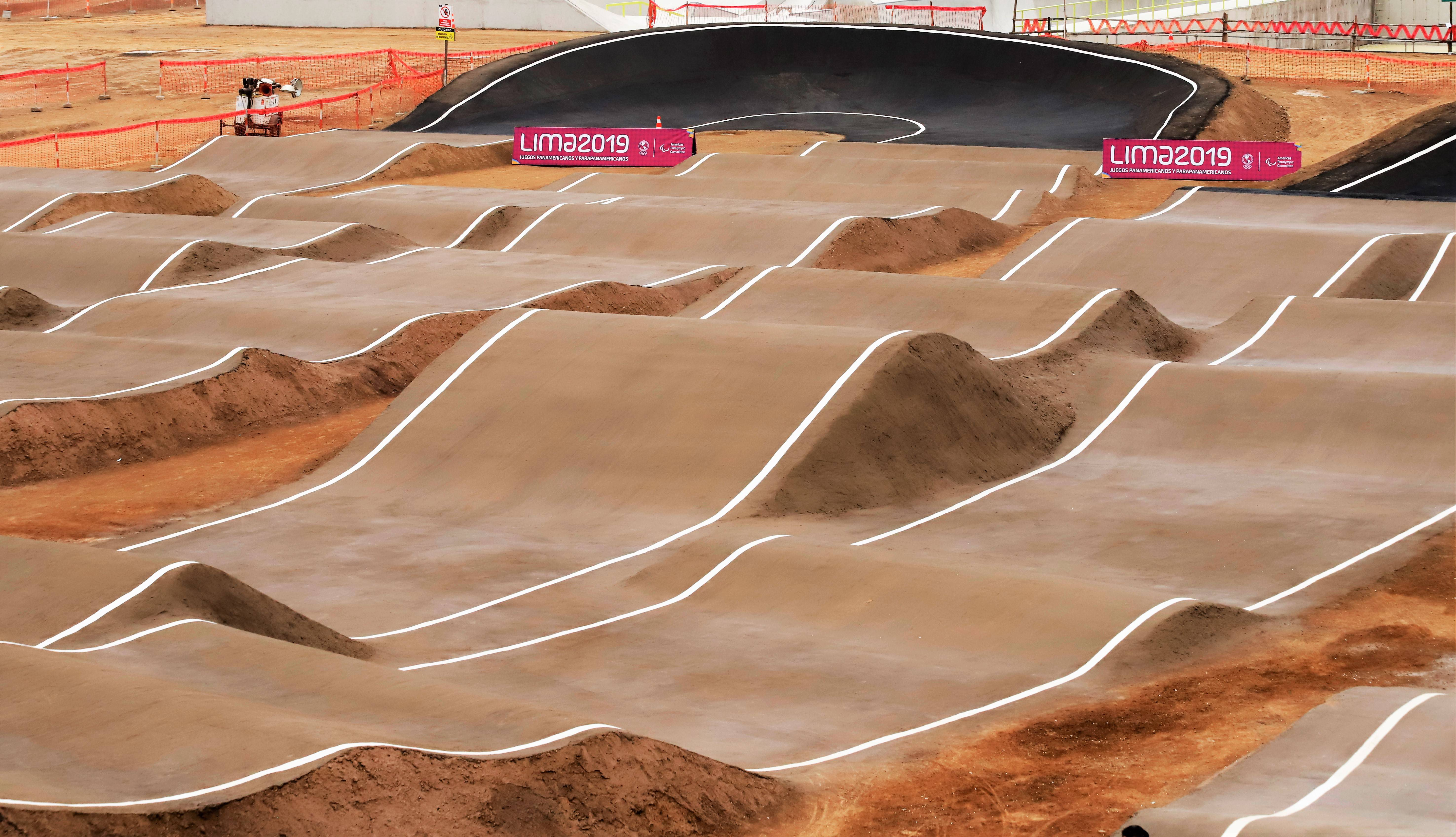
Circuito BMX durante os Jogos Pan-Americanos de 2019

| Instalações esportivas                | Instalações esportivas                         |
| Local                                 | Modalidades                                    |
| ------------------------------------- | ---------------------------------------------- |
| Cluster centro (VIDENA)               |                                                |
| Estádio de Atletismo                  | Atletismo                                      |
| Centro Aquático                       | Natação Natação artística Saltos ornamentais   |
| Poliesportivo 1                       | Handebol Patinação artística no gelo           |
| Poliesportivo 2                       | Badminton Judô                                 |
| Poliesportivo 3                       | Esgrima Tênis de mesa                          |
| Velódromo Nacional                    | Ciclismo de pista                              |
| CAR VIDENA                            | Squash                                         |
| Coliseu Eduardo Dibós                 | A definir                                      |
| Parque Kennedy                        | Maratona (largada) Marcha atlética (largada)   |
| Centro Histórico de Lima              | Maratona (percurso) Marcha atlética (percurso) |
| Lima Club Golf                        | Golfe                                          |
| Centro de Exposição de Tênis          | Tênis                                          |
| Escola de Equitação do Exército       | Hipismo                                        |
| Cluster sul (Villa Maria del Triunfo) |                                                |
| Campo de Beisebol                     | Beisebol                                       |
| Campo de Softbol                      | Softbol                                        |
| Centro Aquático                       | Polo aquático                                  |
| Estádio de Hóquei                     | Hóquei sobre a grama                           |
| Estádio de Rugby 7                    | Rugby sevens Tiro com arco                     |
| Pavilhão de Paleta Frontón            | Pelota basca (frontón)                         |
| Pavilhão de Pelota Basca              | Pelota basca                                   |
| Centro de Alto Rendimento             | Surfe                                          |
| Escola Militar (Chorrillos)           | Pentatlo moderno                               |
| Praia de Agua Doce (Punta Negra)      | Triatlo Natação de águas abertas               |
| Morro Solar (Chorrillos)              | Ciclismo de montanha                           |
| Base aérea de Las Palmas              | Tiro esportivo                                 |
| Poliesportivo de Villa El Salvador    | Ginástica Caratê                               |
| Callao                                |                                                |
| Coliseu Miguel Grau                   | Boxe levantamento de peso lutas                |
| Poliesportivo do Callao               | Taekwondo voleibol                             |
| Zona de Escalada                      | Escalada esportiva                             |
| Espigón de La Punta (La Punta)        | Canoagem de velocidade remo                    |
| Cluster oeste (Costa Verde)           |                                                |
| Estádio Universidad San Marcos        | Futebol                                        |
| Circuito BMX                          | Ciclismo BMX (corrida e estilo livre)          |
| Pista de Skate                        | Skate                                          |
| Patinodromo                           | Patinação de velocidade em pista curta         |
| Estádio do Vôlei de Praia             | Voleibol de praia                              |
| Circuito Costa Verde                  | Ciclismo de estrada (contrarrelógio)           |
| Outros locais na Região Metropolitana |                                                |
| Albufera de Medio Mundo (Huaura)      | Remo Canoagem em águas tranquilas              |
| Laguna Bujama (Mala)                  | Esqui aquático                                 |
| Río Cañete (Cañete)                   | Canoagem slalom                                |
| Bahía de Paracas (Ica)                | Vela                                           |

#### Transporte
O Aeroporto Internacional Jorge Chávez passa por uma reforma de ampliação, iniciada ainda em 2023 com a modernização do local e a sua revitalização. As obras tem a previsão de término para dezembro de 2024 e o mesmo deve ser a principal via de recepção dos atletas e comissão técnica.

#### Hospedagem

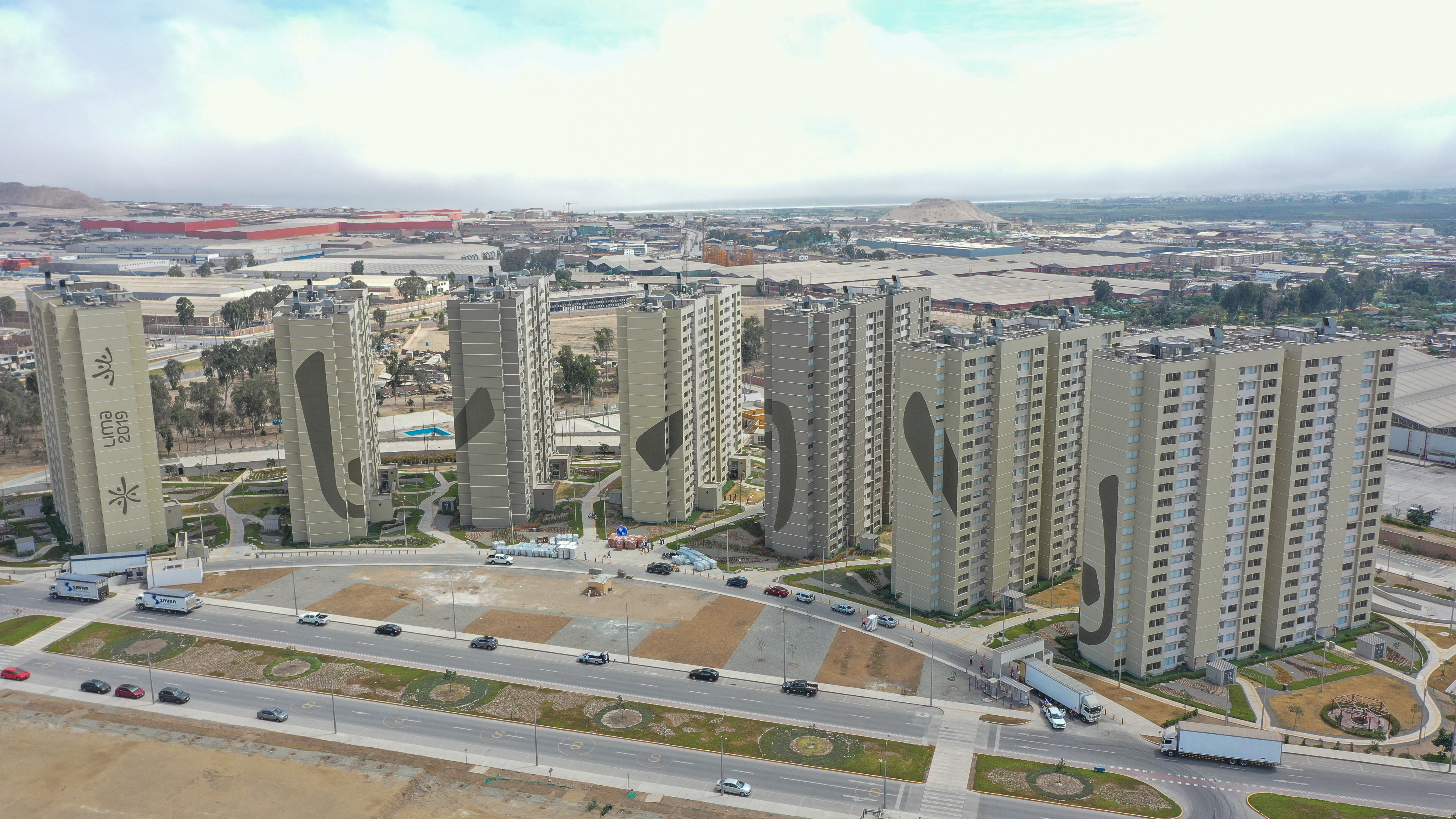
Vila Pan-Americana em 2018

A Vila Pan-Americana, que usou a antiga área do Parque Zonal N° 26 do Complejo Biotecnológico de Villa El Salvador, deve ser ampliada com a construção de novos edifícios, mantendo a estrutura montada em 2017, visando atender a todos os atletas. A ideia é aumentar o número de camas, de 6.536 para 9.800.

## Jogos

### Participantes
Todas as 41 nações que são membros da Organização Desportiva Pan-Americana devem competir.

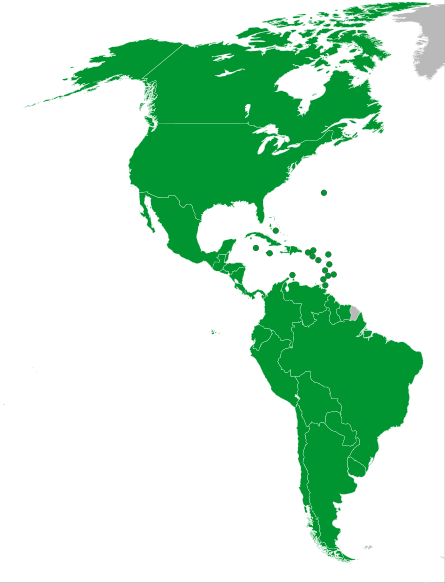
Um mapa de todas as 41 nações participantes

| Comitês Olímpicos Nacionais participantes |
| --- |
| - ANT Antígua e Barbuda - ARG Argentina - ARU Aruba - BAH Bahamas - BAR Barbados - BIZ Belize - BER Bermudas - BOL Bolívia - BRA Brasil - CAN Canadá - CHI Chile - COL Colômbia - CRC Costa Rica - CUB Cuba - DMA Dominica - ESA El Salvador - ECU Equador - USA Estados Unidos - GRN Granada - GUA Guatemala - GUY Guiana - HAI Haiti - HON Honduras - CAY Ilhas Cayman - ISV Ilhas Virgens Americanas - IVB Ilhas Virgens Britânicas - JAM Jamaica - MEX México - NCA Nicarágua - PAN Panamá - PAR Paraguai - PER Peru (sede) - PUR Porto Rico - DOM República Dominicana - LCA Santa Lúcia - SKN São Cristóvão e Neves - VIN São Vicente e Granadinas - SUR Suriname - TTO Trinidad e Tobago - URU Uruguai - VEN Venezuela |

### Esportes
Conforme proposto pelo projeto da candidatura de Lima, o plano inicial previa a inclusão do críquete, flag football e lacrosse no programa esportivo, o que seria a estreia dos três esportes nos Jogos Pan-Americanos, uma vez que as modalidades estarão nos Jogos Olímpicos de Verão de 2028, em Los Angeles. O beisebol/softbol e o squash, esportes que também serão olímpicos em 2028, já faziam parte do programa pan-americano.
Em 19 de junho de 2025, a Panam Sports divulgou a lista dos 36 esportes iniciais que integram o programa dessa edição, uma redução de três em comparação à 2023. Presente no programa dos Jogos Pan-Americanos desde a primeira edição, em 1951, o basquetebol não foi incluído devido aos impasses entre a PanAm Sports e a FIBA Américas pela discordância em usar as seleções sub-21 ao invés das principais, além das saídas do boliche (presente desde 1991), do raquetebol (desde 1995 com exceção de 2007) e do breaking que havia estreado em Santiago 2023. Porém durante a Assembleia Geral da Panam Sports em agosto de 2025, o boliche e o raquetebol foram reintegrados ao programa de 2027 a pedido de diversos Comitês Olímpicos Nacionais, elevando para 38 o número de esportes.
Dos esportes presentes nos Jogos Olímpicos de 2028, apenas o críquete foi incluído e fará a estreia no Pan, já que beisebol e softbol já fazem parte do programa pan-americano desde a primeira edição 1951, assim como o squash desde 1995.
- Atletismo  (detalhes)
- Badminton  (detalhes)
- Beisebol
  -  Beisebol  (detalhes) [a]
  -  Softbol  (detalhes) [a]
- Boliche  (detalhes) [b]
- Boxe  (detalhes)
- Canoagem  (detalhes) 
  -  Canoagem slalom
  -  Canoagem velocidade
- Caratê  (detalhes) [b]
- Ciclismo  (detalhes) 
  -  BMX corrida
  -  BMX estilo livre
  -  Ciclismo de estrada
  -  Ciclismo de montanha
  -  Ciclismo de pista
- Críquete  (detalhes) [a]
- Escalada esportiva  (detalhes)
- Esgrima  (detalhes)
- Esportes aquáticos
  -  Maratona aquática  (detalhes)
  -  Natação  (detalhes)
  -  Natação artística  (detalhes)
  -  Polo aquático  (detalhes)
  -  Saltos ornamentais  (detalhes)
- Esqui aquático  (detalhes) [b]
  -  Esqui aquático
  -  Wakeboard
- Futebol  (detalhes)
- Ginástica  (detalhes) 
  -  Ginástica artística
  -  Ginástica rítmica
  -  Ginástica de trampolim
- Golfe  (detalhes)
- Handebol  (detalhes)
- Hipismo  (detalhes) 
  -  Adestramento
  -  Concurso completo
  -  Saltos
- Hóquei sobre a grama  (detalhes)
- Judô  (detalhes)
- Levantamento de peso  (detalhes)
- Lutas  (detalhes) 
  -  Luta livre
  -  Luta greco-romana
- Patinação sobre rodas  (detalhes) 
  -  Patinação artística sobre rodas [b]
  -  Patinação de velocidade em linha [b]
  -  Skate
- Pelota basca  (detalhes) [b]
- Pentatlo moderno  (detalhes)
- Raquetebol  (detalhes) [b]
- Remo  (detalhes)
- Rugby sevens  (detalhes)
- Squash  (detalhes) [a]
- Surfe  (detalhes)
- Taekwondo  (detalhes)
- Tênis  (detalhes)
- Tênis de mesa  (detalhes)
- Tiro esportivo  (detalhes)
- Tiro com arco  (detalhes)
- Triatlo  (detalhes)
- Vela  (detalhes)
- Voleibol
  -  Voleibol  (detalhes)
  -  Voleibol de praia  (detalhes)

1. 1 2 3 4  Modalidades opcionais que farão parte do programa dos Jogos Olímpicos de Verão de 2028.
2. 1 2 3 4 5 6 7  Modalidades exclusivamente pan-americanas.

### Calendário
A ser anunciado.

## Publicidade

### Logotipo
O logotipo oficial foi apresentado em 8 de agosto de 2025, durante a 63.ª reunião da Panam Sports em Assunção, Paraguai. A logomarca é inspirada na identidade visual dos Jogos Olímpicos de Verão de 2028 e trás como destaque a tocha pan-americana dentro da letra A, que segundo os organizadores, destaca as chamas do Machu Picchu, principal cartão postal peruano. É a segunda edição seguida que o logotipo dos Jogos Pan-Americanos será o mesmo dos Jogos Parapan-Americanos, sem haver a necessidade de criar uma marca alternativa.

### Mascote
A ser anunciado em 2026.

### Direitos de transmissão

#### No Brasil
Em 2 de janeiro de 2025, um perfil no twitter intitulado Olympic Sports teria informado que o Grupo Record havia fechado um novo acordo com a PanAm Sports, garantindo o retorno dos Jogos Pan-Americanos ao portfólio esportivo da Record após a ausência da cobertura por mídia televisiva aberta e por assinatura na edição anterior, devido a rescisão do contrato entre a Record e PanAm Sports em 15 de dezembro de 2020.

## Controvérsias

#### Demissão de María Isabel Urrutia
Em uma reportagem exibida no dia 8 de março de 2023 pelo telejornal RCN Noticias, da emissora RCN Televisión, a então Ministra dos Esportes da Colômbia, María Isabel Urrutia, teria sido demitida do cargo após não cumprir os contratos assinados para a infraestrutura do Pan de 2027. Segundo apurações locais, o contrato foi assinado pela Prefeitura de Barranquilla, junto com o Governo de Atlántico, o Comitê Olímpico Colombiano e o Ministério do Esporte, onde estava acordado a construção de novos centros esportivos e os pagamentos pelas obras. O primeiro pagamento teria sido realizado em 2021, meses após a escolha de Barranquilla para os jogos de 2027 e o segundo pagamento, previsto para 2022, não foi realizado, uma vez que a então ministra era contra o fato do órgão ter que bancar tudo, cabendo ao Governo de Atlántico ser o responsável pelos pagamentos. Urrita foi acusada pelo Presidente da República, Gustavo Petro, de fazer ações indelicadas com o orçamento público e antes de ser disposta do cargo, foram assinados 260 contratos, para manter o funcionamento do Ministério dos Esportes, sendo estes declarados insubsistentes.
Segundo a emissora RCN, no dia 28 de fevereiro de 2023, oito dias após a sua demissão, foi aprovado um pagamento de um contrato assinado por Urrita de $8 bilhões de pesos com o Comitê Paralímpico Colombiano.

#### Crise política e mudança de sede
Além da demissão de María Isabel Urrutia, as eleições municipais de Barranquilla em 2023 também se tornaram um problema para a organização do Pan, uma vez que o candidato da oposição ao governo local, Alejandro Char, era um dos favoritos na disputa pelo certame local, levando à PanAm Sports a realizar uma reunião de emergência com as 41 nações membro da entidade.
Mesmo sendo declarada sede dos Jogos Pan-Americanos de 2027, Barranquilla ainda não havia sido oficializada até então como sede do Pan, uma vez que a cidade tinha até dezembro de 2023 para tomar uma posição e realizar o pagamento de uma das parcelas de US$4 milhões como garantia para receber o torneio. Caso haja uma desistência, a cidade de São Paulo foi cotada como uma das possíveis candidatas a receber o Pan de 2027, já que a megalópole brasileira apresentou uma pré-candidatura para 2031 no dia 19 de outubro de 2023, faltando um dia para a cerimônia de abertura do Pan de Santiago. A última vez que o Pan foi sediado numa cidade brasileira foi em 2007 pelo Rio de Janeiro e a capital paulista já recebeu o Pan em 1963. A mudança de sede não seria inédita na história do torneio, já que as edições de 1975 e 1987, que aconteceriam em Santiago, foram ofertadas para a Cidade do México e Indianápolis, respectivamente.
Outro caso de possível mudança de sede aconteceu no Pan de 2019 quando Lima quase abriu mão do torneio por conta das sequências de desastres causados pelo El Niño em 2017, além dos atrasos nas obras das futuras sedes desportivas.
Após várias cogitações quanto ao risco de mudança de sede por questões políticas e burocráticas, em 26 de outubro de 2023, a PanAm Sports oficializa a cidade de Barranquilla como sede do Pan de 2027. No entanto, por descumprimento de cláusulas contratuais, que envolvia o pagamento de uma das parcelas até o dia 31 de dezembro de 2023, a PanAm Sports decide por unanimidade entre seus membros retirar os jogos de Barranquilla e abrir um novo processo de licitação. Essa também foi a quarta vez em que uma importante competição não acontece em solo colombiano, já que a Colômbia foi declarada sede da Copa do Mundo FIFA de 1986, mas teve que desistir da competição por conta da crise financeira, sendo substituída pelo México. Outros casos envolvem os Jogos Sul-Americanos de 2002, quando a capital Bogotá acabou renunciando o torneio devido às ameaças de boicote por conta da crise na segurança pública, com a competição sendo transferida para quatro cidades brasileiras como Belém, Rio de Janeiro, São Paulo e Curitiba, além da Copa América de 2021, que seria sediada junto com a Argentina, o qual os dois países acabaram desistindo devido aos impactos financeiros da pandemia de COVID-19 e a desaprovação da população com a realização das partidas, cedendo o torneio para o Brasil.
O presidente da Colômbia, Gustavo Petro, enviou uma carta à PanAm Sports no dia 5 de janeiro de 2024 pedindo para reconsiderar Barranquilla como sede do Pan de 2027, mas não obteve a resposta da organização do evento multiesportivo. O prefeito de Barranquilla, Alejandro Char, acusou o governo federal de não repassar os US$ 4 milhões do acordo para a PanAm Sports no prazo estipulado, além de haver divergências já que o executivo federal sugeriu que o Pan fosse dividido em várias cidades litorâneas da Colômbia.
Uma semana depois, o presidente do Comitê Olímpico Colombiano (COC), Ciro Solano, acusou as autoridades paraguaias de terem interferido na decisão que causou a remoção de Barranquilla do Pan de 2027, uma vez que a capital paraguaia, a cidade de Assunção, estaria supostamente se preparando desde agosto de 2023 para receber o evento. Além disso, a localidade será a sede da versão juvenil de 2025 e havia enfrentado a cidade litorânea de Santa Marta, também na Colômbia, nas eleições para a sede da segunda edição dos Jogos Pan-Americanos Júnior naquele momento. Após várias tentativas de manter os jogos em Barranquilla, em 3 de fevereiro, a PanAm Sports rejeitou qualquer pedido da cidade colombiana para ter o Pan de volta.